# Sergueï Lapine
Pour les articles homonymes, voir Lapine.
Sergueï Georgievitch Lapine (russe : Сергей Георгиевич Лапин), né le 2 juillet 1912 à Saint-Pétersbourg et mort le 7 octobre 1990 à Moscou, est un haut fonctionnaire et homme politique soviétique.
Il a été président du Comité d'État du Conseil des ministres de l'URSS pour la radio et la télévision, autorité suprême chargée de la programmation radiophonique et télévisuelle en Union soviétique, du 17 avril 1970 au 16 décembre 1985. Son image est en partie associée à la politique de censure qu'il a imposé à la télévision, alors en pleine période de déstalinisation.
Il a été décoré du titre de Héros du travail socialiste en 1982.

## Biographie

### Jeunesse
Sergueï Lapine commence sa carrière en tant que journaliste, de 1932 à 1940, dans la région de Léningrad (Saint-Pétersbourg).
Il rentre au Parti communiste en 1939, et sort en 1942 diplômé de la Haute École du Parti. En 1944 il travaille à la mise en place du Comité d'État pour la radio au sein du Conseil des ministres de l'URSS.
En 1953, il est affecté au ministère des Affaires étrangères. Il est ambassadeur de l'Union soviétique en Autriche à partir de 1956, ministre des Affaires étrangères de la RSFS de Russie à partir de 1960, et ambassadeur de l'Union soviétique en Chine à partir de 1965.

### Carrière à la télévision
Il est nommé président du Comité d'État du Conseil des ministres de l'URSS pour la radio et la télévision le 17 avril 1970.
Son image est en partie associée à la politique de censure qu'il a imposé à la télévision. Il est notamment le responsable de l'arrêt, en 1971, d'un des programmes télévisés les plus populaires d'Union soviétique, l'émission humoristique KVN, et de l'arrêt de l'émission éducative pour la jeunesse ABVGDeïka.
Sa politique est également marquée par l'adoption d'un code de conduite à l'antenne strict, comme l'obligation de porter une chemise et une cravate et l'interdiction du port de la barbe pour les hommes, et l'interdiction du port du pantalon pour les femmes. Dans les années 1970, il s'oppose à la diffusion d'une émission dans laquelle Alla Pougatcheva chante, du fait de l'allusion sexuelle que peut susciter la façon dont la chanteuse tient le micro près de sa bouche.
On lui attribue également, du fait selon lui d'un trop grand nombre de juifs sur le petit écran, d'avoir progressivement limité les apparitions d'artistes d'ascendance juive à la télévision, dont Vadim Moulerman,, Valéri Obodzinski, Maya Kristalinskaya, Aïda Védischeva, Larissa Dolina, Emil Horovitz et Nina Brodskaïa.